# 沃绍德
沃绍德，是匈牙利佩斯州所辖的一个村。总面积33.41平方公里，总人口1822，人口密度54.5人/平方公里（2011年1月1日）。